# 達拉斯·羅伯茨
達拉斯·羅伯茨（Dallas Mark Roberts，1970年5月10日—）是美國的一位演員。他曾經出演過屍行者、記憶神探、法庭女王等電視劇。羅伯茨出生在休斯敦。